# Raymond Contrastin

a Compétitions nationales et continentales officielles uniquement.

b Matchs officiels uniquement.
Raymond Contrastin, né le 5 avril 1925 à Agen et mort le 7 octobre 1985 à Haguenau, est un joueur de rugby à XV et international français de rugby à XIII, évoluant au poste d'ailier.
Natif de la région d'Agen, il découvre le rugby à XV au sein du club du S.A. Condom. Repéré par les treizistes qui profite de la fin de l'interdiction du rugby à XIII en France, R. Contrastin change de code de rugby en optant pour le rugby à XIII et signe pour le R.C. Roanne de Claudius Devernois en 1947. Après une seule saison où il remporte le  Championnat de France 1948 aux côtés de Joseph Crespo, Pierre Taillantou, René Duffort et Jean Barreteau, il change de club et rejoint le Bordeaux XIII avec lequel il joue durant onze saisons. Il remporte une second titre de Championnat de France en 1954 sous la houlette de l'entraîneur Jean Duhau au côté de coéquipiers tels Armand Save, André Carrère, Paul Bartoletti et Christian Duplé, puis dispute une finale de la Coupe de France en 1956 perdue contre le S.O. Avignon. Il finit sa carrière en 1961 après deux ultimes saisons à Tonneins XIII.
Ailier référence du Championnat de France malgré une forte concurrence à son poste, il compte 32 sélections avec l'équipe de France, prenant part aux titres de la Coupe d'Europe des nations en 1951 et 1952, ainsi qu'aux tournées de l'équipe de France de rugby à XIII de 1951 et 1955 en Australie et Nouvelle-Zélande, et dispute la finale de la Coupe du monde en 1954. Il compte ainsi des victoires prestigieuses contre les sélections d'Australie, d'Angleterre, Nouvelle-Zélande et Pays de Galles.

## Biographie
Il est ensuite l'un des joueurs les plus appelés en équipe de France dans les années 1950 avec son partenaire de club André Carrère. Il fait partie de la tournée victorieuse de l'équipe de France en Australie en 1951.
En 1954, en finale de la première Coupe du monde, il inscrit un essai. Il entre ensuite dans le Rugby League Hall of Fame.
Il est international français à 33 reprises de 1948 à 1958.
Cette « boule de muscles » (1,76 m et 85 kg) était célèbre pour sa foulée très haute le rendant très difficile à plaquer. Un auteur souligne également sa pointe de vitesse « à la Roger Bambuck », et lui reconnait « une technique du crochet débordement imparable ».
Il meurt d'un infarctus le 7 octobre 1985 à Haguenau en visite chez son fils. Ses cendres sont rapportées dans le Gers, sa région natale.

## Palmarès
- Collectif :
  - Vainqueur de la Coupe d'Europe des nations : 1951 et 1952 (France).
  - Vainqueur du Championnat de France : 1948 (Roanne) et 1954 (Bordeaux).
  - Finaliste de la Coupe du monde : 1954 (France).
  - Finaliste de la Coupe de France : 1956 (Bordeaux).

### Coupe du monde
| Édition     | Rang      | Résultats France | Résultats Contrastin | Matchs Contrastin |
| ----------- | --------- | ---------------- | -------------------- | ----------------- |
| France 1954 | Finaliste | 2 v, 1 n, 1 d    | 2 v, 1 n, 1 d        | 4/4               |

Légende : v = victoire ; n = match nul ; d = défaite.

#### Coupe d'Europe des nations
| Édition | Rang | Résultats France | Résultats Contrastin | Matchs Contrastin |
| ------- | ---- | ---------------- | -------------------- | ----------------- |
| 1948    | 2e   | 2 v 0 n 2 d      | 0 v 0 n 1 d          | 1/4               |
| 1950    | 4e   | 1 v 0 n 2 d      | 1 v 0 n 1 d          | 2/3               |
| 1951    | 1er  | 2 v 0 n 1 d      | 2 v 0 n 1 d          | 3/3               |
| 1952    | 1er  | 2 v 0 n 1 d      | 2 v 0 n 1 d          | 3/3               |
| 1953    | 4e   | 0 v 0 n 3 d      | 0 v 0 n 1 d          | 1/3               |
| 1954    | 3e   | 1 v 0 n 2 d      | 1 v 0 n 1 d          | 2/3               |

### Détails en sélection
| Matches internationaux de Raymond Contrastin | Matches internationaux de Raymond Contrastin | Matches internationaux de Raymond Contrastin | Matches internationaux de Raymond Contrastin | Matches internationaux de Raymond Contrastin | Matches internationaux de Raymond Contrastin | Matches internationaux de Raymond Contrastin | Matches internationaux de Raymond Contrastin | Matches internationaux de Raymond Contrastin | Matches internationaux de Raymond Contrastin | Matches internationaux de Raymond Contrastin | Matches internationaux de Raymond Contrastin |
|                                              | Date                                         | Adversaire                                   | Résultat                                     | Compétition                                  | Poste                                        | Points                                       | Essais                                       | Pen.                                         | Drops                                        |                                              |                                              |
| -------------------------------------------- | -------------------------------------------- | -------------------------------------------- | -------------------------------------------- | -------------------------------------------- | -------------------------------------------- | -------------------------------------------- | -------------------------------------------- | -------------------------------------------- | -------------------------------------------- | -------------------------------------------- | -------------------------------------------- |
| sous les couleurs de la France               |                                              |                                              |                                              |                                              |                                              |                                              |                                              |                                              |                                              |                                              |                                              |
| 1.                                           | 11 avril 1948                                | Angleterre                                   | 10-25                                        | Coupe d'Europe                               | Ailier                                       | -                                            | -                                            | -                                            | -                                            |                                              |                                              |
| 2.                                           | 23 janvier 1949                              | Australie                                    | 0-10                                         | Test-match                                   | Ailier                                       | -                                            | -                                            | -                                            | -                                            |                                              |                                              |
| 3.                                           | 12 novembre 1949                             | Pays de Galles                               | 8-16                                         | Coupe d'Europe                               | Ailier                                       | 3                                            | 1                                            | -                                            | -                                            |                                              |                                              |
| 4.                                           | 15 janvier 1950                              | Autres Nationalités                          | 8-3                                          | Coupe d'Europe                               | Ailier                                       | 6                                            | 2                                            | -                                            | -                                            |                                              |                                              |
| 5.                                           | 11 novembre 1950                             | Angleterre                                   | 9-14                                         | Coupe d'Europe                               | Ailier                                       | -                                            | -                                            | -                                            | -                                            |                                              |                                              |
| 6.                                           | 10 décembre 1950                             | Autres Nationalités                          | 16-3                                         | Coupe d'Europe                               | Ailier                                       | -                                            | -                                            | -                                            | -                                            |                                              |                                              |
| 7.                                           | 15 avril 1951                                | Pays de Galles                               | 28-13                                        | Coupe d'Europe                               | Ailier                                       | -                                            | -                                            | -                                            | -                                            |                                              |                                              |
| 8.                                           | 11 juin 1951                                 | Australie                                    | 26-15                                        | Tournée                                      | Ailier                                       | 3                                            | 1                                            | -                                            | -                                            |                                              |                                              |
| 9.                                           | 30 juin 1951                                 | Australie                                    | 11-23                                        | Tournée                                      | Ailier                                       | -                                            | -                                            | -                                            | -                                            |                                              |                                              |
| 10.                                          | 21 juillet 1951                              | Australie                                    | 35-14                                        | Tournée                                      | Ailier                                       | 6                                            | 2                                            | -                                            | -                                            |                                              |                                              |
| 11.                                          | 4 août 1951                                  | Nouvelle-Zélande                             | 15-16                                        | Tournée                                      | Ailier                                       | -                                            | -                                            | -                                            | -                                            |                                              |                                              |
| 12.                                          | 3 novembre 1951                              | Autres Nationalités                          | 14-17                                        | Coupe d'Europe                               | Ailier                                       | -                                            | -                                            | -                                            | -                                            |                                              |                                              |
| 13.                                          | 25 novembre 1951                             | Angleterre                                   | 42-13                                        | Coupe d'Europe                               | Ailier                                       | 6                                            | 2                                            | -                                            | -                                            |                                              |                                              |
| 14.                                          | 23 décembre 1951                             | Nouvelle-Zélande                             | 8-3                                          | Test-match                                   | Ailier                                       | 3                                            | 1                                            | -                                            | -                                            |                                              |                                              |
| 15.                                          | 30 décembre 1951                             | Nouvelle-Zélande                             | 17-7                                         | Test-match                                   | Ailier                                       | 3                                            | 1                                            | -                                            | -                                            |                                              |                                              |
| 16.                                          | 6 avril 1952                                 | Pays de Galles                               | 20-12                                        | Coupe d'Europe                               | Ailier                                       | 3                                            | 1                                            | -                                            | -                                            |                                              |                                              |
| 17.                                          | 25 octobre 1952                              | Pays de Galles                               | 16-22                                        | Coupe d'Europe                               | Ailier                                       | -                                            | -                                            | -                                            | -                                            |                                              |                                              |
| 18.                                          | 27 décembre 1952                             | Australie                                    | 12-16                                        | Test-match                                   | Ailier                                       | -                                            | -                                            | -                                            | -                                            |                                              |                                              |
| 19.                                          | 11 janvier 1953                              | Australie                                    | 5-0                                          | Test-match                                   | Ailier                                       | -                                            | -                                            | -                                            | -                                            |                                              |                                              |
| 20.                                          | 25 janvier 1953                              | Australie                                    | 13-5                                         | Test-match                                   | Ailier                                       | -                                            | -                                            | -                                            | -                                            |                                              |                                              |
| 21.                                          | 18 octobre 1953                              | Autres Nationalités                          | 10-15                                        | Coupe d'Europe                               | Ailier                                       | 3                                            | 1                                            | -                                            | -                                            |                                              |                                              |
| 22.                                          | 13 décembre 1953                             | Pays de Galles                               | 23-22                                        | Coupe d'Europe                               | Ailier                                       | 6                                            | 2                                            | -                                            | -                                            |                                              |                                              |
| 23.                                          | 9 janvier 1954                               | États-Unis                                   | 31-0                                         | Test-match                                   | Ailier                                       | -                                            | -                                            | -                                            | -                                            |                                              |                                              |
| 24.                                          | 30 octobre 1954                              | Nouvelle-Zélande                             | 22-13                                        | Coupe du monde                               | Ailier                                       | 3                                            | 1                                            | –                                            | –                                            |                                              |                                              |
| 25.                                          | 7 novembre 1954                              | Grande-Bretagne                              | 13-13                                        | Coupe du monde                               | Ailier                                       | 6                                            | 2                                            | –                                            | –                                            |                                              |                                              |
| 26.                                          | 11 novembre 1954                             | Australie                                    | 15-5                                         | Coupe du monde                               | Ailier                                       | 3                                            | 1                                            | –                                            | –                                            |                                              |                                              |
| 27.                                          | 13 novembre 1954                             | Grande-Bretagne                              | 12-16                                        | Coupe du monde                               | Ailier                                       | 3                                            | 1                                            | –                                            | –                                            |                                              |                                              |
| 28.                                          | 23 juillet 1955                              | Australie                                    | 8-5                                          | Tournée                                      | Ailier                                       | 3                                            | 1                                            | -                                            | -                                            |                                              |                                              |
| 29.                                          | 6 août 1955                                  | Nouvelle-Zélande                             | 19-9                                         | Tournée                                      | Ailier                                       |                                              | -                                            | -                                            | -                                            |                                              |                                              |
| 30.                                          | 13 août 1955                                 | Nouvelle-Zélande                             | 1-11                                         | Tournée                                      | Ailier                                       | 6                                            | 2                                            | -                                            | -                                            |                                              |                                              |
| 31.                                          | 23 novembre 1957                             | Grande-Bretagne                              | 15-44                                        | Test-match                                   | Ailier                                       | 3                                            | 1                                            | –                                            | –                                            |                                              |                                              |
| 32.                                          | 2 mars 1958                                  | Grande-Bretagne                              | 9-23                                         | Test-match                                   | Ailier                                       | 3                                            | 1                                            | –                                            | –                                            |                                              |                                              |

#### Statistiques
| Saison    | Saison        | Championnat                          | Championnat | Coupe           | Coupe      | Sélection | Sélection | Sélection | Sélection | Sélection | Sélection | Sélection |
| Saison    | Saison        | Comp.                                | Class.      | Comp.           | Class.     | Comp.     | M         | Pts       | Ess.      | Buts      | Dp.       |           |
| --------- | ------------- | ------------------------------------ | ----------- | --------------- | ---------- | --------- | --------- | --------- | --------- | --------- | --------- | --------- |
| 1947-1948 | RC Roanne     | Championnat de France                | Champion    | Coupe de France | 1/4 finale | CE        | 1         | -         | -         | -         | -         |           |
| 1948-1949 | Bordeaux XIII | Championnat de France                | 6e          | Coupe de France | 1/2 finale |           | 1         | -         | -         | -         | -         |           |
| 1949-1950 | Bordeaux XIII | Championnat de France                | 8e          | Coupe de France | 1/8 finale | CE        | 2         | 9         | 3         | -         | -         |           |
| 1950-1951 | Bordeaux XIII | Championnat de France                | 11e         | Coupe de France | 1/8 finale | CE/TO     | 7         | 9         | 3         | -         | -         |           |
| 1951-1952 | Bordeaux XIII | Championnat de France                | 6e          | Coupe de France | 1/8 finale | CE        | 5         | 15        | 5         | -         | -         |           |
| 1952-1953 | Bordeaux XIII | Championnat de France                | 1/2 finale  | Coupe de France | 1/4 finale | CE        | 4         | -         | -         | -         | -         |           |
| 1953-1954 | Bordeaux XIII | Championnat de France                | Champion    | Coupe de France | 1/4 finale | CE        | 3         | 9         | 3         | -         | -         |           |
| 1954-1955 | Bordeaux XIII | Championnat de France                | 8e          | Coupe de France | 1/8 finale | CM        | 7         | 24        | 8         | -         | -         |           |
| 1955-1956 | Bordeaux XIII | Championnat de France                | 7e          | Coupe de France | Finaliste  |           |           |           |           |           |           |           |
| 1956-1957 | Bordeaux XIII | Championnat de France                | 11e         | Coupe de France | 1/8 finale |           |           |           |           |           |           |           |
| 1957-1958 | Bordeaux XIII | Championnat de France                |             | Coupe de France | 1/4 finale |           | 2         | 6         | 3         | -         | -         |           |
| 1958-1959 | Bordeaux XIII | Championnat de France                | 12e         | Coupe de France | 1/4 finale |           |           |           |           |           |           |           |
| 1959-1960 | Tonneins XIII | Championnat de France de 2e division |             | Coupe de France |            |           |           |           |           |           |           |           |
| 1960-1961 | Tonneins XIII | Championnat de France de 2e division |             | Coupe de France |            |           |           |           |           |           |           |           |

### Décorations militaires françaises
|                                | Croix de guerre 1939-1945      |
| Croix du combattant volontaire | Croix du combattant volontaire |